# Konstantin Schopp
Konstantin Schopp, né le 30 décembre 2005 à Salzbourg, est un footballeur autrichien qui évolue au poste de défenseur central au Sturm Graz.

## Biographie

### Carrière en club
Né à Salzbourg en Autriche, où joue alors son père, l'international autrichien Markus Schopp, Konstantin Schopp est formé par le Sturm Graz, où il commence sa carrière professionnelle avec l'équipe reserve en championnat d'Autriche de deuxième division,.
Le 22 octobre 2024, il joue son premier match avec l'équipe première du club lors d'une rencontre de Ligue des champions contre le Sporting.